# Eustrotia ora
Eustrotia ora là một loài bướm đêm trong họ Noctuidae.